# Xiqiao, Guangdong
Xiqiao (kinesiska: 西樵) är en köping i sydöstra Kina. Den ligger i stadsdistriktet Nanhai i staden Foshan i  provinsen Guangdong, omkring 37 kilometer sydväst om provinshuvudstaden Guangzhou. Antalet invånare är 221 670. Befolkningen består av 104 826 kvinnor och 116 844 män. Barn under 15 år utgör 11,0 %, vuxna 15-64 år 81 %, och äldre över 65 år 6,0 %.